# Црква Светог Трифуна у Морињу
Црква Светог Трифуна у Доњем Морињу, Бока которска, Црна Гора, је данас католичка, мала камена црквица и припада Которској бискупији.

## Историја
Црква је једна од најзначајних сакралних споменика Боке которске. Почела се градити у средњем вијеку, дограђивана је и касније, кровни покривач је промијењен 1934. године, обновљена је 2009. године средствима бискупије, поводом 1200. годишњице преноса моштију Светог Трифуна (код католика Трипуна) из Цариграда у Котор. Налази се у ували Сутвара, поред истоименог извора, а око цркве је високи зид. Близу је морске обале (око 100 метара), уз пут ка Горњем Морињу. У западном дијелу црквеног дворишта је гробље. Поп Сава Накићеновић пише да је црквица ограђена у 18. вијеку, а због ње су биле честе размирице између православних Морињана и римокатолика из Костањице, којима је ту и гробље. Најстарији познати помен црквице је одмах по протјеривању Турака из овог краја, 1705. године. Православац Мато Милин је имао земљиште уз цркву, али је са породицом, од Турака побјегао у Пераст. Забрањено им је мијешање у црквени посјед католичке цркве, јер су се око ње бринули Станиша Дабовић и остале породице из Костањице. Морињски хроничар Шпиро Милиновић у књизи Подаци о историји Мориња и других области наводи податак да је породица Бербер из Мориња ову цркву даривала Костањичанима, како би одвојили православне и католичке обреде,који су се до тада наизмјенично вршили, у једном олтару, вршили у цркви Светог Јована. По свему судећи црква је некада била православна и посвећена Светој Варвари, јер је до ње извор Сутвара, а и у Грбљу постоји село истог имена, Сутвара, са правосалвном црквом Свете Варваре. Католици ову светитељку називају Света Барбара.
У овој цркви су католици славили Светог Трифуна 10. новембра, тј. пренос његових моштију из Цариграда у Котор. Најстарији дио цркве је из 13. или са почетка 14. вијека. У најстаријем дијелу цркве налазе се најстарији прикази бродова у Которској бискупији. Урезани су у малтеру. Црква је изграђена на хриди и некада је са мора била видљивија, али је каснијом градњом већих кућа постала мање видљива. У селу Клинци на Луштици постоји православна црква Светог Трифуна, као и у оближњем селу Мркови. Црква Свете Недјеље у Јошици је била сличне судбине као и ова црквица Светог Трифуна. Преласком у католицизам, под притиском католичких власти, нека братства су полагала право на храмове који су раније изградили као православци, а чест обичај су биле и двоолтарске цркве, које је наметала политика Млетачке републике, да би се православне цркве временом претвориле у католичке. Неке цркве су припадале католицима или православцима, усљед различитих историјских околности.
Након тровања и рушења православног манастира архангела Михаила на Михољској превлаци, фалсификована је диплома, да би властела которска присвојила Михољски збор, тј. област манастира архангела Михаила. На основу те дипломе дужд млетачки Фоскари год. 1455. издаје наредбу против шизматика (православних) у дијецези которској у корист которског бискупа, да се натерају плаћати, који работају баштине и земље црквене, особито ових цркава: Св. Михајила и Св. Марије на Превлаци, Св. Гаврила и Св. Петра у Богдашићима, Св. Александра у Љешковићима, Св. Луке и Св. Николе у Луштици и свију других цркава и црквица, што је митрополит шизматички или славенски под собом држао. Тако је католички бискуп которски постао насљедник имовине православног владике зетског у Боки.  У то вријеме су многе цркве Боке прешле у католичке руке, по свему судећи и ова, некадашња црква Свете Варваре, а касније преименоване у Светог Трифуна.

## Занимљивости
Лазар Томановић је записао да му је крсно име био Свети Трифун, а славио га је у родним Лепетанима, другог дана након Аранђеловдана, 10. новембра по јулијанском календару, на дан апостола Олимпа, Ераста...  Прославе Светог Трифуна нема у православним календарима тога дана. Католици у Которској бискупији славе овог свеца и 10. новембра као Мали Трифундан. У вјерски мјешовитом крају је очигледно долазило да прожимања православних и католичких традиција. У црквеном православном и католичком календару црногорског годишњака Орлић за 1865. годину, католици славе 10. новембра: Трифон и друж., а православни 10. новембра, по јулијанском, немају Трифуна. Томановићеви преци су из Старе Црне Горе, из Цуца, дошли у Морињ, а затим у Лепетане.